# Vál
Vál is een plaats (község) en gemeente in het Hongaarse comitaat Fejér. Vál telt 2390 inwoners (2001).

## Geboren
- Zoltán Varga (1945-2010), Hongaars voetballer en voetbaltrainer

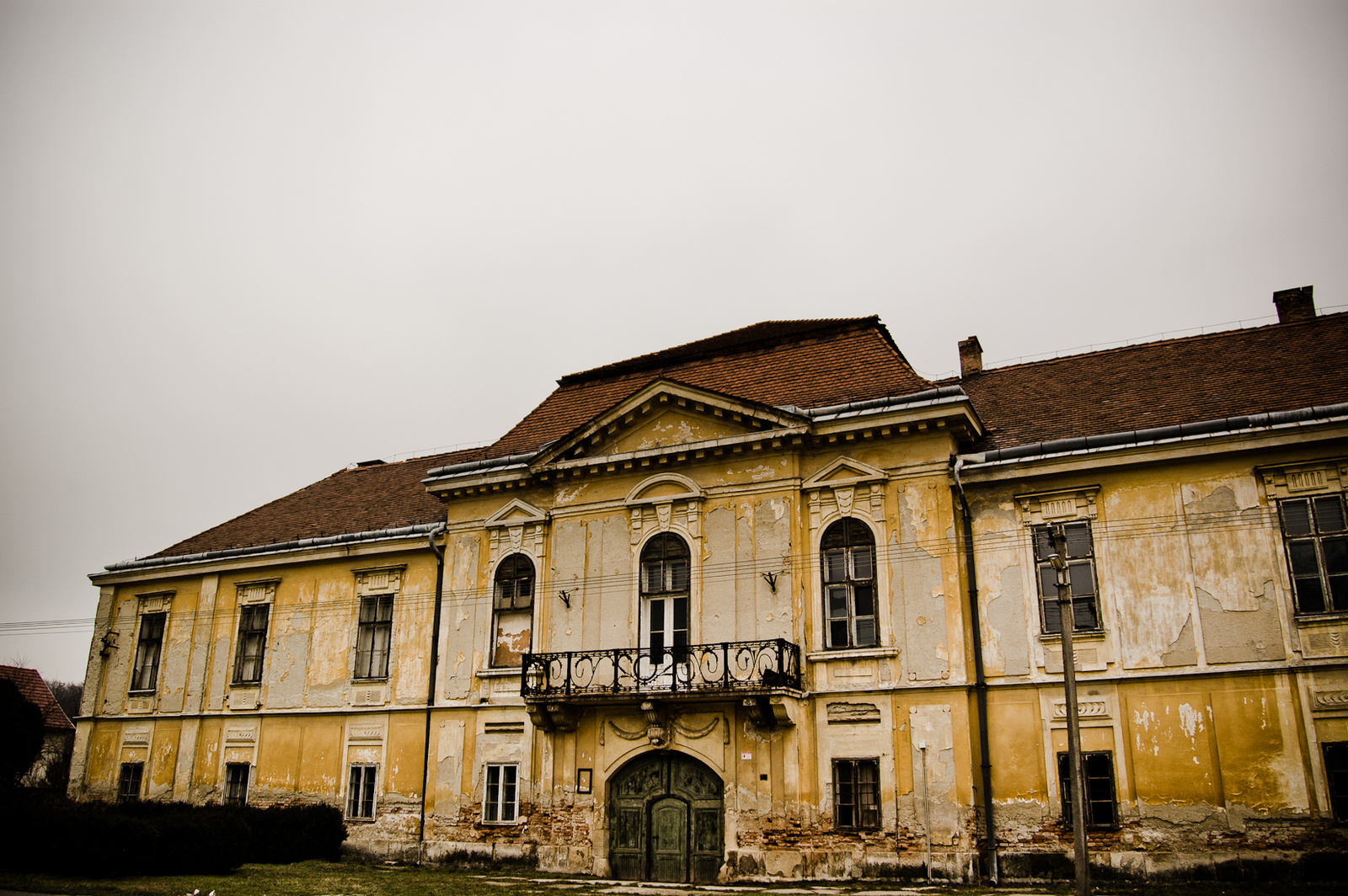
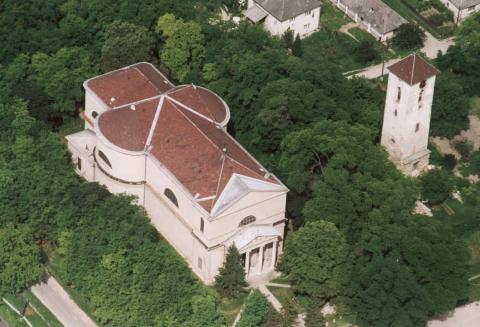